# Марри, Дэвид
Дэ́вид Ма́рри (англ. David Murray, 28 декабря,1909, Эдинбург, Шотландия — 5 апреля, 1973, Лас Пальмас де Гран Канария, Испания) — британский автогонщик. Участвовал в 6 Гран-при Формулы-1. Дебютировал 13 мая 1950 на первом этапе в истории, но за три года участия так и не смог ни разу финишировать. Основал шотландскую гоночную команду Ecurie Ecosse (фр. команда Шотландия), за которую выступал в Формуле-1 всего единожды в 1952. Известность команда получила в основном за выступления в Ле-Мане, где её болиды победили в 1956 и 1957 годах (в последнем случае им досталось также и второе место).

## Результаты в Формуле-1
| Легенда к таблице |                                                                    |
| --- | ------------------------------------------------------------------ |
| В таблице перечислены результаты всех Гран-при Формулы-1, в которых принимал участие гонщик. Строками таблицы являются сезоны, столбцами — этапы чемпионата мира. В каждой клетке указаны сокращённое название этапа и результат, дополнительно обозначенный цветом. Расшифровка обозначений и цветов представлена в нижеследующей таблице. |                                                                    |
| \| Пример \| Описание \| \| ------------ \| ------------------------------------------------------------------ \| \| 1 \| Победитель \| \| 2 \| Второе место \| \| 3 \| Третье место \| \| 5 \| Финишировал, заработав очки \| \| Сход \| Не финишировал, но при этом заработал очки \| \| 12 \| Финишировал, не получив очков \| \| НКЛ \| Финишировал, но не попал в финальную классификацию \| \| 15 \| Участвовал вне зачёта, либо по отдельной классификации \| \| 18 \| Не финишировал, но попал в финальную классификацию \| \| Сход \| Не финишировал \| \| НКВ \| Не прошёл квалификацию \| \| НПКВ \| Не прошёл предквалификацию \| \| ДСК \| Дисквалифицирован \| \| ИСК \| Исключён из протокола соревнований \| \| ТТ \| Заявлен для участия только в тренировках \| \| НС \| Участвовал в квалификации, но не стартовал в гонке \| \| Т \| Травмирован или болен \| \| ОТК \| Отказ от участия \| \| НТР \| Прибыл на соревнования, но на трассу не выезжал \| \| НПР \| Был заявлен в числе участников, но не прибыл к началу соревнований \| \| О \| Соревнования отменены \| \| \| Не участвовал \| \| Поул-позиция \| \| \| Быстрый круг \| \| |                                                                    |
| Пример | Описание                                                           |
| 1 | Победитель                                                         |
| 2 | Второе место                                                       |
| 3 | Третье место                                                       |
| 5 | Финишировал, заработав очки                                        |
| Сход | Не финишировал, но при этом заработал очки                         |
| 12 | Финишировал, не получив очков                                      |
| НКЛ | Финишировал, но не попал в финальную классификацию                 |
| 15 | Участвовал вне зачёта, либо по отдельной классификации             |
| 18 | Не финишировал, но попал в финальную классификацию                 |
| Сход | Не финишировал                                                     |
| НКВ | Не прошёл квалификацию                                             |
| НПКВ | Не прошёл предквалификацию                                         |
| ДСК | Дисквалифицирован                                                  |
| ИСК | Исключён из протокола соревнований                                 |
| ТТ | Заявлен для участия только в тренировках                           |
| НС | Участвовал в квалификации, но не стартовал в гонке                 |
| Т | Травмирован или болен                                              |
| ОТК | Отказ от участия                                                   |
| НТР | Прибыл на соревнования, но на трассу не выезжал                    |
| НПР | Был заявлен в числе участников, но не прибыл к началу соревнований |
| О | Соревнования отменены                                              |
| | Не участвовал                                                      |
| Поул-позиция |                                                                    |
| Быстрый круг |                                                                    |

| Сезон               | Команда             | Шасси                 | Двигатель             | Ш   | 1        | 2   | 3   | 4        | 5        | 6      | 7        | 8   | Место | Очки |
| ------------------- | ------------------- | --------------------- | --------------------- | --- | -------- | --- | --- | -------- | -------- | ------ | -------- | --- | ----- | ---- |
| 1950                | Scuderia Ambrosiana | Maserati 4CLT/48      | Maserati 4CLT 1,5 L4S | D   | ВЕЛ Сход | МОН | 500 | ШВА      | БЕЛ      | ФРА НС | ИТА Сход |     | —     | 0    |
| 1951                |                     |                       |                       |     |          |     |     |          |          |        |          |     |       |      |
| Scuderia Ambrosiana | Maserati 4CLT/48    | Maserati 4CLT 1,5 L4S | D                     | ШВА | 500      | БЕЛ | ФРА | ВЕЛ Сход | ГЕР НС   | ИТА    | ИСП      | —   | 0     |      |
| 1952                | Ecurie Ecosse       | Cooper T20            | Bristol 2,0 L6        | D   | ШВА      | 500 | БЕЛ | ФРА      | ВЕЛ Сход | ГЕР    | НИД      | ИТА | —     | 0    |